# Efter badet
Efter badet (em português: "Depois do Banho") é uma escultura pública, esculpida em calcário e localizada no distrito de Västertorp, na periferia de Estocolmo, capital da Suécia. A escultura foi projetada pela escultora sueca Pye Engström, que passou cinco anos trabalhando nela, entre 1971 e 1976. Desde 1976, está localizada fora do Västertorpshallen, um banho público municipal. É construído como um banco, no qual os visitantes podem sentar-se no colo de sete diferentes figuras políticas representadas por Engström. Da esquerda para a direita, são elas: Elise Ottesen-Jensen, Paulo Freire, Sara Lidman, Mao Zedong, Angela Davis, Georg Borgström e Pablo Neruda. O site oficial do Museu da Cidade de Estocolmo afirma que a artista trabalhou diretamente na pedra de calcário, sem partir de esboços.

## Controvérsias
A escultura tem sido a fonte de controvérsia nos últimos anos. Em 2006, Martina Lind, uma política local do partido sueco "Liberais" propôs à Assembleia do Município de Estocolmo que a estátua fosse retirada da exibição pública, afirmando que a cidade "não deveria homenagear um dos piores assassinos em massa da história", referindo-se ao líder chinês comunista Mao Zedong. Ela também pediu que monumentos dedicados às vítimas da União Soviética e da China fossem criados em Estocolmo.
Em 2010, Madeleine Sjöstedt — uma proeminente política municipal, também pertencente ao Partido Liberal — chamou atenção para a obra Efter Badet novamente, e, em vez pedir sua remoção, ela exigiu que as autoridades responsáveis colocassem um sinalização ao lado da escultura, fornecendo informações sobre os "crimes contra a humanidade cometidos por Mao e pelo comunismo". O político da oposição do Partido Social-Democrata sueco, Roger Mogert, comentou que a estátua "não era um problema". A escultora Pye Engström explicou a escolha dos retratados dizendo que "eram figuras importantes da década de 1970", e mais tarde afirmou que não tinha nenhum problema com as autoridades da cidade colocando uma placa na escultura, desde que a placa fornecesse informações sobre todos os retratados na escultura. A última posição adotada pela prefeitura foi a de não retirar a representação, mas colocar as placas informativas sobre cada uma das figuras retratadas.
No Brasil, no período das eleições de 2018, circulou um boato de que a escultura seria uma homenagem a pessoas que mudaram a educação no mundo, referindo-se a Paulo Freire. Entretanto, entre as explicações públicas dadas pela autora da obra, a principal é a de que as figuras retratadas são figuras mundiais relevantes na época em que a estátua foi feita, entre 1971 e 1976. A figura de Paulo Freire é respeitada entre os países nórdicos.